# Ballivor
Ballivor (Baile Íomhair en irlandais) est un village du comté de Meath en république d'Irlande.
La ville de Ballivor compte 1 727 habitants.